# Темо, Молоко
Мо́локо Те́мо (англ. Moloko Temo; 4 июля 1874? — 3 июня 2009) — фермер и долгожительница из ЮАР, которая утверждала, что является самым старым из когда-либо живших людей на Земле, в возрасте 134 года. Она старше любого другого живущего претендента, но этот факт никогда не проверялся Книгой рекордов Гиннесса. 
Согласно СМИ, Темо утверждала, что она родилась 4 июля 1874, что делает её 134-летней. Но официальные документы сохранены не были, таким образом сомнительно, было ли это её истинным возрастом. Также факт её возраста зарегистрирован в её паспорте, который был выдан ей в 1988, и данные которого были основаны на свидетельствах членами семьи. Однако засвидетельствованный родственниками Темо возраст, возможно, был предположением.

## Биография
Молоко Темо предположительно родилась 4 июля 1874 года в бурской республике Трансвааль (ныне — в южноафриканской провинции Лимпопо, недалеко от границы с Зимбабве) и всю свою долгую жизнь провела в родных местах. Она была свидетельницей нескольких эпох, многое пережила и многое увидела — борьбу своего народа с британскими колонизаторами, годы апартеида, приход нерасовой демократии. По словам женщины, самое значительное событие в её жизни — это участие в первых нерасовых выборах в апреле 1994 года.
После потери зрения она жила с дочерью, которой на данный момент[уточнить] 90 лет, 29 внуками, 59 правнуками, и их детьми. Её долговечность не была результатом здоровой диеты: её любимыми продуктами были шпинат, мясо, конфеты и «Coca-Cola». Темо говорила, что секретом её долголетия является «вера в Бога и уважение к родителям».
Специалист по верификации долгожителей Роберт Янг прокомментировал в 2005 году:

Самая младшая дочь Темо Молоко, Эвелин, как сообщали, была 79 лет от роду; поэтому, 131−79=52 года должно было быть Темо Молоко во время рождения дочери.
Факт того, что Темо родила ребёнка в таком возрасте, был поставлен под сомнение (хотя есть свидетельства и о более старых роженицах).
Несмотря на то, что СМИ утверждали обратное, Книга рекордов Гиннесса отказалась принять факт столь большого возраста Темо, ссылаясь на нехватку свидетельств этому, а также на чрезвычайную неправдоподобность этого факта.
На праздновании её 134-го дня рождения было объявлено, что будут предприняты дальнейшие попытки проверить возраст Темо.
Она умерла от естественных причин 3 июня 2009 года, в возрасте 134 года. Всего двумя месяцами ранее, 22 апреля, она голосовала на всеобщих выборах.